# Cheilocostus speciosus
Cheilocostus speciosus är en enhjärtbladig växtart som först beskrevs av J.König, och fick sitt nu gällande namn av C.D.Specht. Cheilocostus speciosus ingår i släktet Cheilocostus och familjen Costaceae. Inga underarter finns listade.

## Bildgalleri

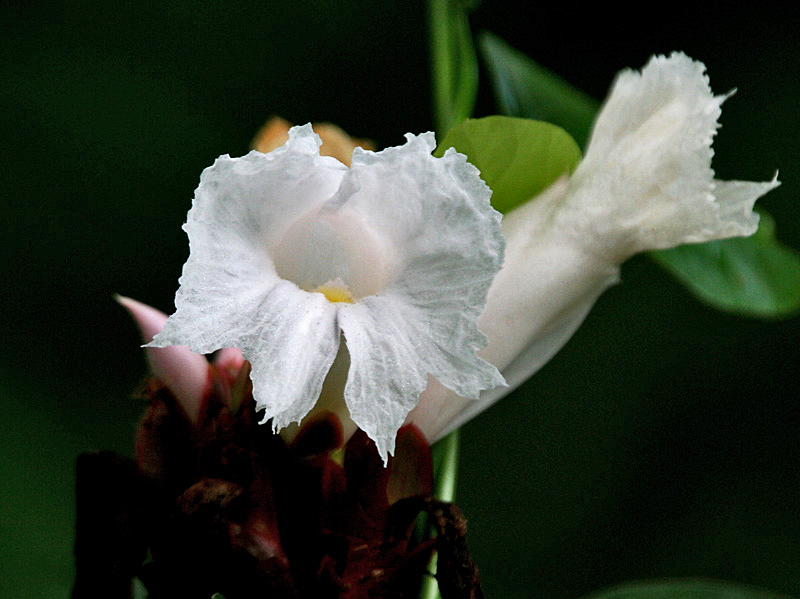
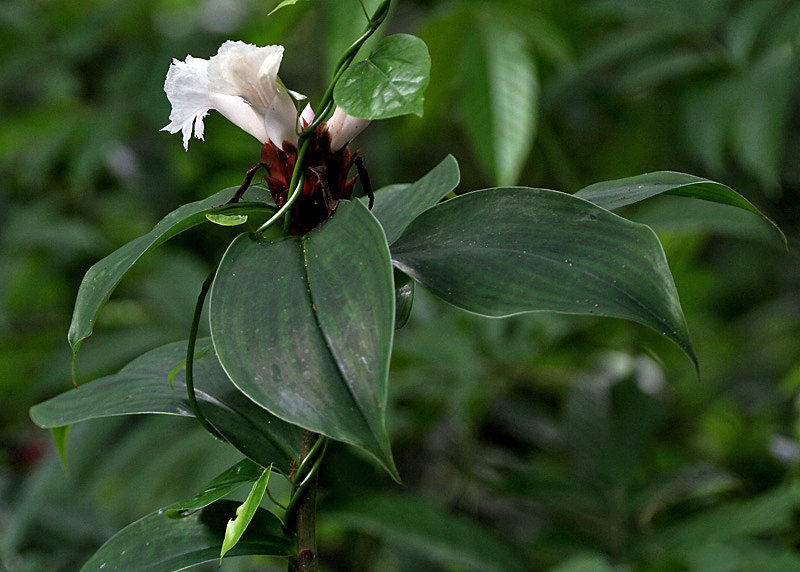
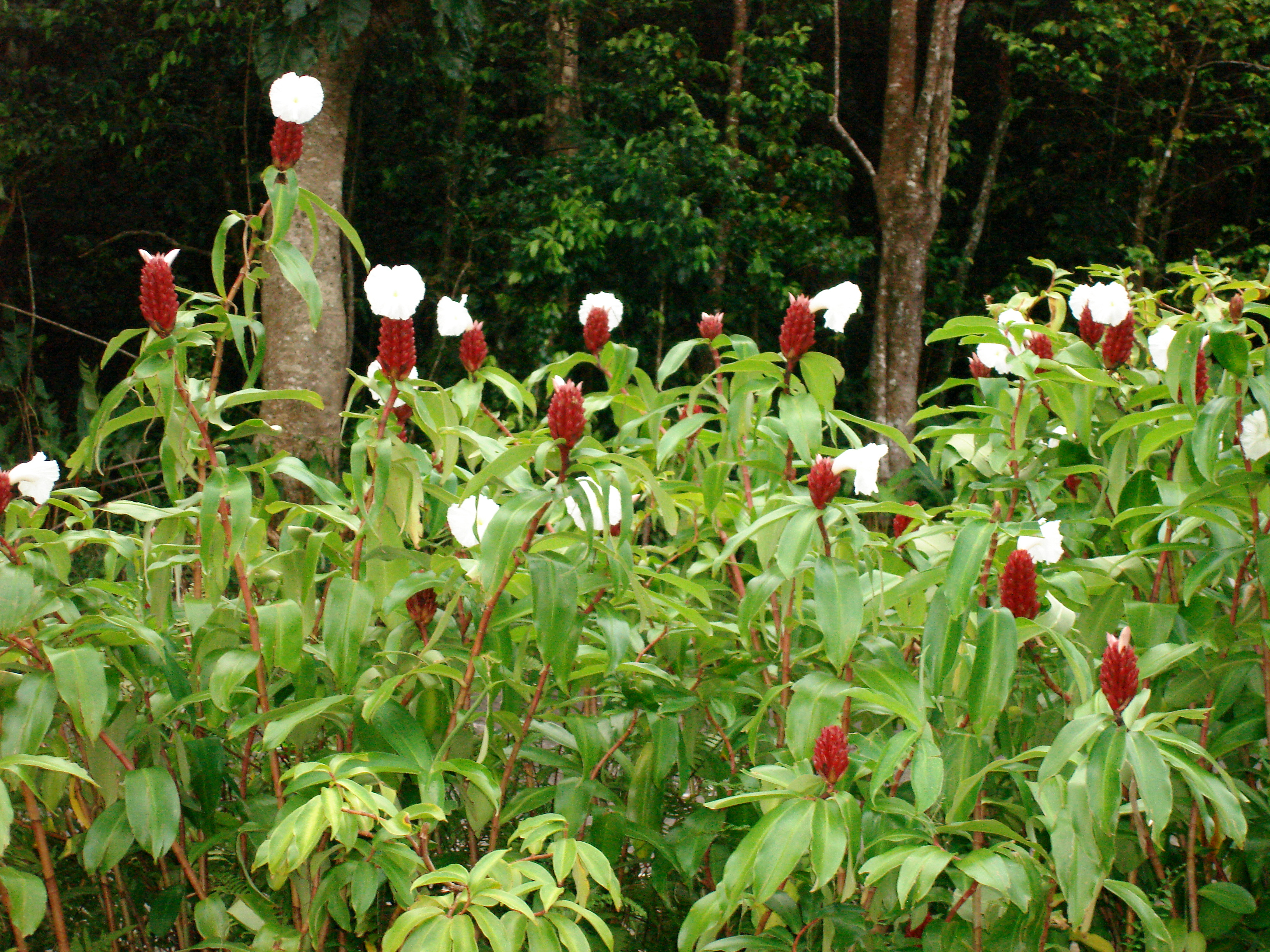
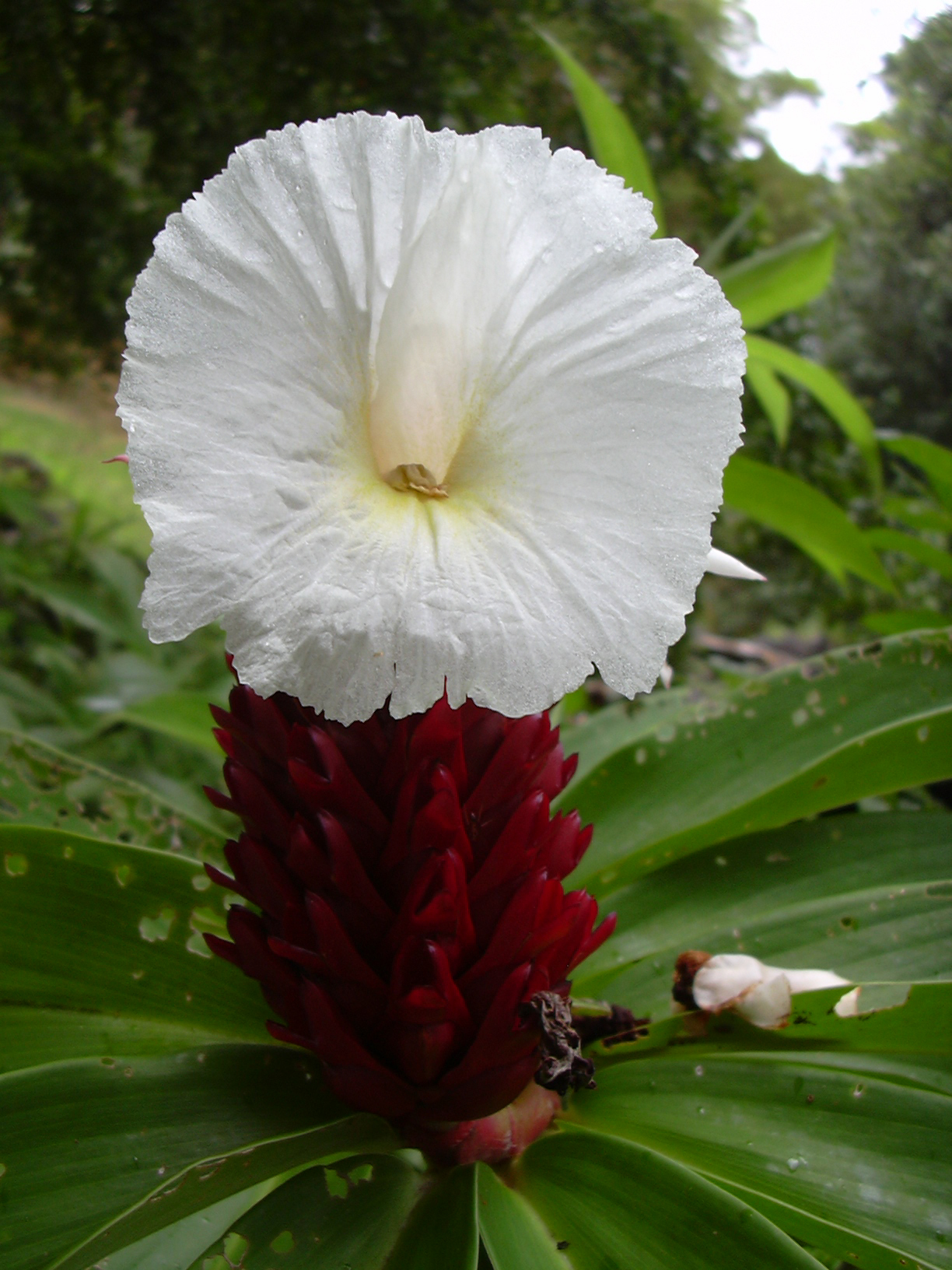